# آلة الضوضاء البيضاء

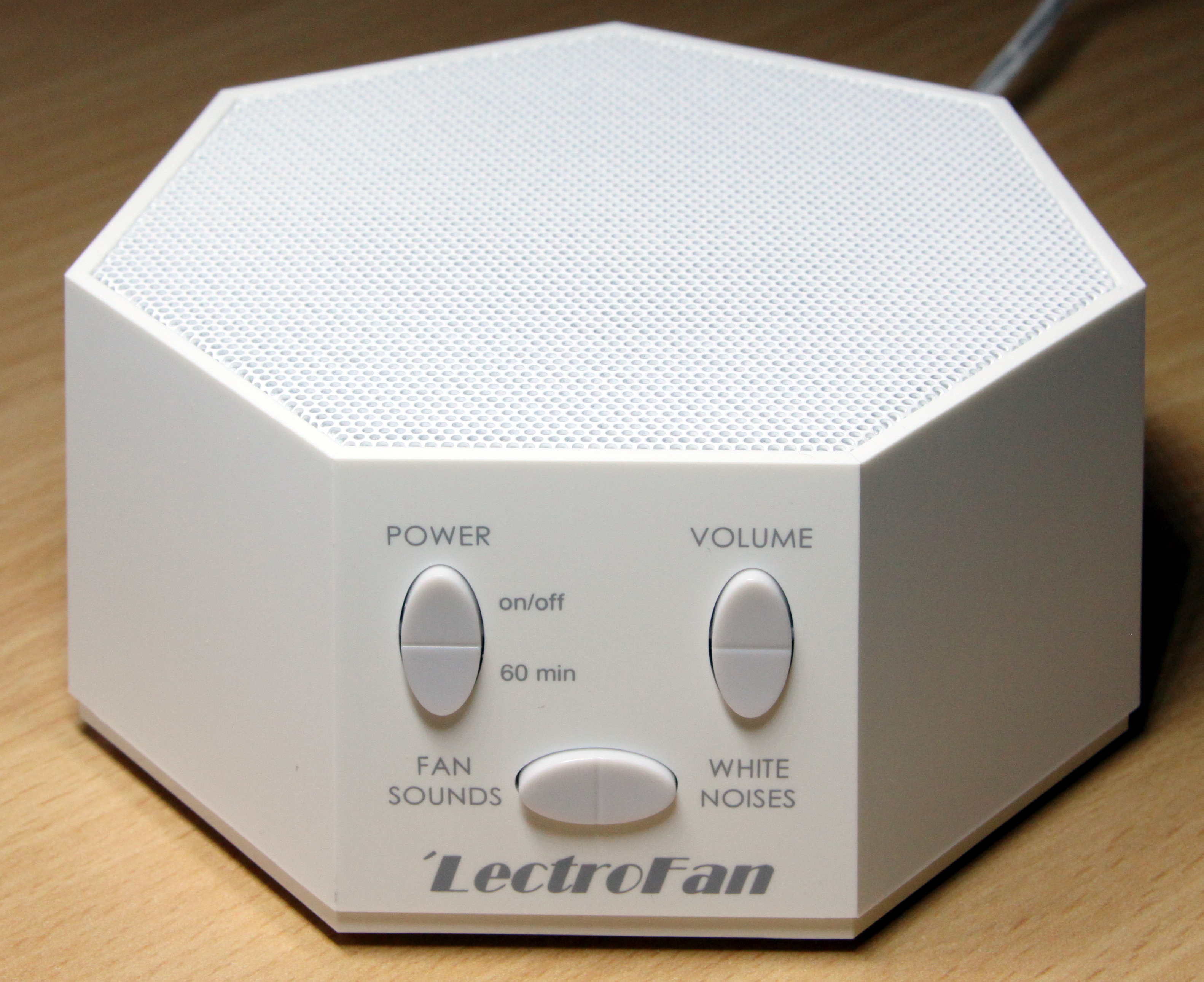
"ليكتروفان" آلة ضوضاء بيضاء عالية الدقة

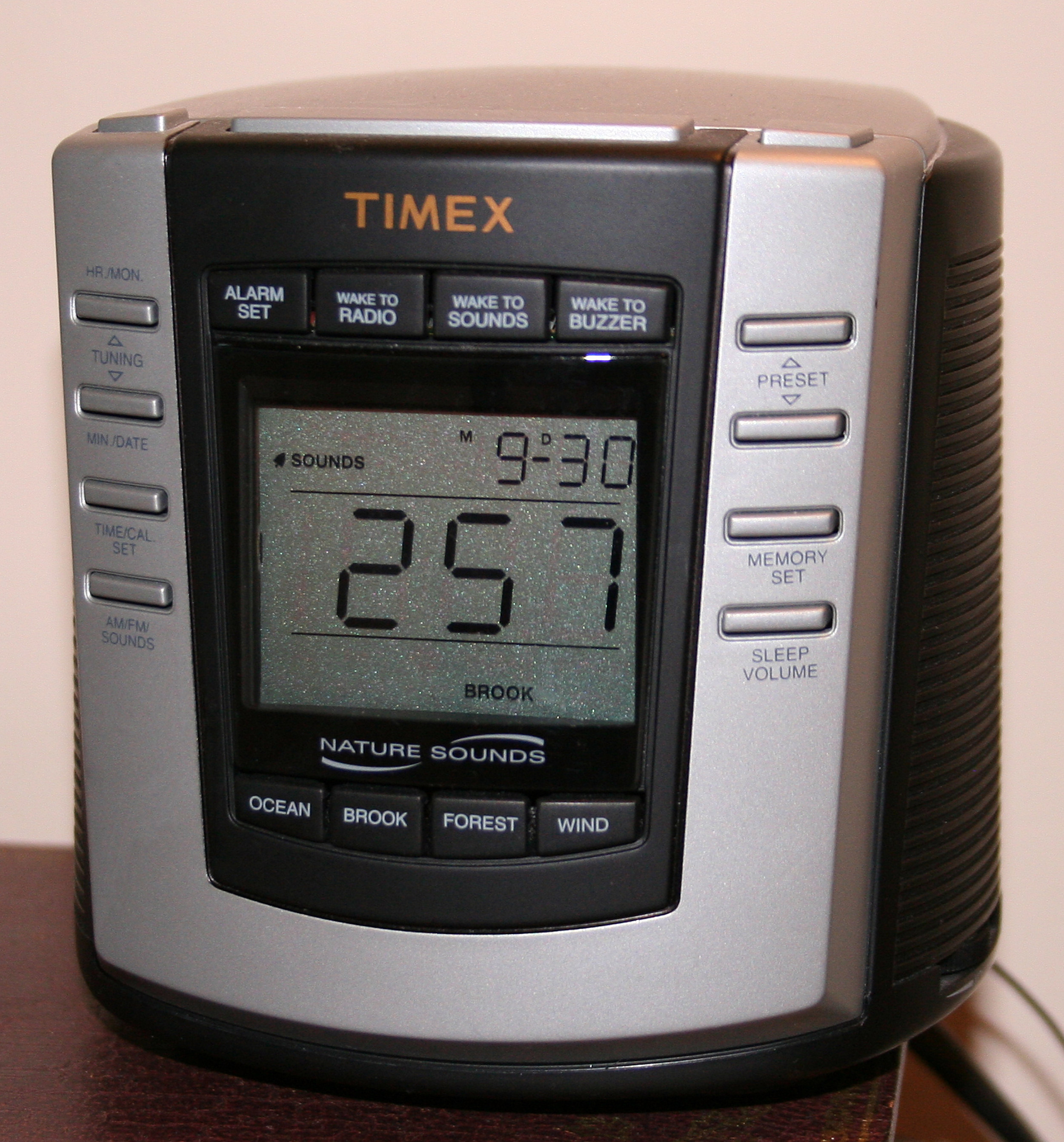
راديو مزود بساعة يشتمل على آلة ضوضاء بيضاء

آلة الضوضاء البيضاء هي جهاز ينتج ضوضاء تهدئ المستمع، والتي تبدو في كثير من الحالات وكأنها شلال متدفق أو رياح تهب عبر الأشجار، وأصوات أخرى هادئة أو شبيهة بالطبيعة. وفي كثير من الأحيان، لا تنتج هذه الأجهزة ضوضاء بيضاء فعلية ذات صوت قاسٍ، ولكنها تنتج ضوضاء وردية، تنقطع قوتها عند ترددات أعلى، أو ألوان ضوضاء أخرى.

## طريقة الاستخدام
تتوفر أجهزة الضوضاء البيضاء في العديد من الشركات المصنعة وبأشكال عديدة، ولها مجموعة متنوعة من الاستخدامات المختلفة، بما في ذلك اختبار الصوت، وإخفاء الصوت ، والنوم، والقيلولة. وقد تنتج أيضًا منتجات أجهزة النوم والقيلولة أصواتًا مريحة أخرى، مثل الموسيقى والمطر والرياح وحركة المرور على الطرق السريعة وأمواج المحيط الممزوجة بالضوضاء البيضاء أو المُعدلة بواسطتها. تعتبر المراوح الكهربائية بديلاً شائعًا ، على الرغم من أن بعض المجتمعات الآسيوية تجنبت تاريخيًا استخدام المراوح بسبب الخرافة القائلة بأن المروحة يمكن أن تسبب الاختناق أثناء النوم. وغالبًا ما يستخدم الأشخاص المصابون بطنين الأذن مولدات الضوضاء البيضاء لإخفاء أعراض الاصابه. حيث أن الأصوات التي تولدها الآلات الرقمية ليست دائمًا عشوائية. بل بدلاً من ذلك، فهي عبارة عن مسارات صوتية قصيرة مسجلة مسبقًا تتكرر باستمرار في نهاية المسار.
يوصي مصنعو أجهزة اخفاء الصوت بضبط مستوى صوت آلات الضوضاء البيضاء مبدئيًا وجعلها على مستوى مريح ، حتى لو لم يوفر المستوى المطلوب من الخصوصية. فعندما تعتاد الأذن على الصوت الجديد وتتعود عليه ، ومن ثم يمكن زيادة مستوى الصوت تدريجيًا لزيادة الخصوصية. كما يوصي مصنعو مساعدات النوم وأجهزة القيلولة بأن يكون مستوى الصوت أعلى قليلاً من مستوى الاستماع للموسيقى العادي ، ولكن ذلك دائمًا يكون في نطاق استماع مريح.
الصوت والضوضاء لهما تقنيات القياس واللون الخاصة بهما ، مما يسمح للمستخدمين المتخصصين بتحديد الضوضاء والصوت وفقًا لاحتياجاتهم واستخدامهم. وتعتمد هذه الاحتياجات المتخصصة على وظائف واحتياجات معينة ، مثل طبيب نفسي يحتاج إلى تحديد أصوات معينة مناسبة للعلاجات على المستوى العقلي ، وكذلك المرضى الذين يعانون من حالات مثل الأرق والقلق وطنين الأذن (تتم إدارة هذه الحالات بأجهزة خاصة مصممة لانتاج أصوات معينة تعالج مثل هذه الحالات على المستوى العقلي).وتحتوي آلة الضوضاء البيضاء على "أبيض" كرمز لوني معين لتلك الضوضاء التي لها طيف تردد معين.

### أجهزة التشويش الصوتي
تُستخدم آلات الضوضاء البيضاء لتقليل احتمالية تسجيل المحادثات أو سماعها. فمثلاً الجمهوري غلين كاسادا كان لديه جهاز ضوضاء أبيض مثبت في مكتبه لمنع التنصت.
تم تطوير مثبطات السماعات الذكية . على سبيل المثال ، سوار الصمت هو سوار يخرج ضوضاء بيضاء لحماية الخصوصية من التسجيل الرقمي من مكبرات الصوت الذكية . وهو محمول وغير متصل بالسماعات الذكية ، لذلك من الممكن استخدام هذا الجهاز لمنع التنصت على الأجهزة الأخرى أيضًا، منها الهواتف الذكية وأجهزة الكمبيوتر المحمولة.
لا يوجد الكثير من الأبحاث حول تأثير الأصوات الصاخبة في الترددات غير المسموعة (الأدوات الصوتية والنغمات الخاصة بكل منها).

## طريقة التصميم
معظم مولدات الضوضاء البيضاء الحديثة إلكترونية ، وعادة ما تولد الصوت في الوقت المطلوب باستخدام معدات اختبار الصوت ، أو عبر التشغيل الإلكتروني لتسجيل الصوت الرقمي. وتتكون الآلات الميكانيكية البسيطة من إعداد أساسي للغاية ، يتضمن مروحة مغلقة ومفتاح سرعة اختياريًا. حيث تعمل هذه المروحة على توجيه الهواء عبر فتحات صغيرة في غلاف الماكينة ، مما ينتج الصوت المطلوب. وكانت أول آلة ضوضاء بيضاء تعتمد على المروحة هي Marpac Dohm " الة الصوت الأصلية التي اخترعها مارباك" ،  في عام 1962 وغالبًا ما تُنسب إليها باعتبارها آلة الضوضاء البيضاء الأصلية للاستخدام المنزلي.

## المخاطر
وُجد في إحدى الأوراق أنه من بين 14 آلة للضوضاء البيضاء تم اختبارها بأقصى حجم ، تجاوزت جميعها الحد الأقصى لمستويات الصوت الآمنة للرضع (50 ديسيبل). وتجاوزت ثلاثة مستويات آمنة للبالغين (85 ديسيبل).

## أنظر أيضا
- الضوضاء الوردي
- الضوضاء البيضاء
- ألوان الضوضاء
- اخفاء الصوت
- الطنين المقنع
- الصوت المدلل